# Brazilian Jazz Quartet
Brazilian Jazz Quartet foi um quarteto de jazz underground do final dos anos 50 formado por Moacyr Peixoto (Piano), José Ferreira Godinho Filho "Casé"  (Sax Alto), Rubens Alberto Barsotti "Rubinho" (Bateria) e Luiz Chaves Oliveira da Paz "Luiz Chaves" (contrabaixo).

## Biografia
O Brazilian Jazz Quartet um quarteto de jazz underground do final dos anos 50 formado por Moacyr Peixoto (Piano), José Ferreira Godinho Filho "Casé"  (Sax Alto), Rubens Alberto Barsotti "Rubinho" (Bateria) e Luiz Chaves Oliveira da Paz "Luiz Chaves" (Baixo Acústico), pode ser considerado um embrião do lendário Zimbo Trio. Grupo este formado por Rubinho, Luiz Chaves e o pianista Amilton Godoy. Juntos fundaram também o CLAM - Centro Livre de Aprendizagem Musical (Escola do Zimbo Trio).

## Discografia
- Coffee and Jazz (Columbia Records, 1958)[6][7]

Lista de faixas de Coffee and Jazz
1. The Lonesome Road
2. When Your Love Has Gone
3. Cop-Out
4. Black Satin
5. Makin' Whoopee
6. No Moon At All
7. Old Devil Moon
8. Don't Get Around Much Anymore
9. You'd be so Nice to Come Home To
10. I will Close my Eyes
11. Alone
12. Too Marvelous for Word